# Medalha Darwin-Wallace

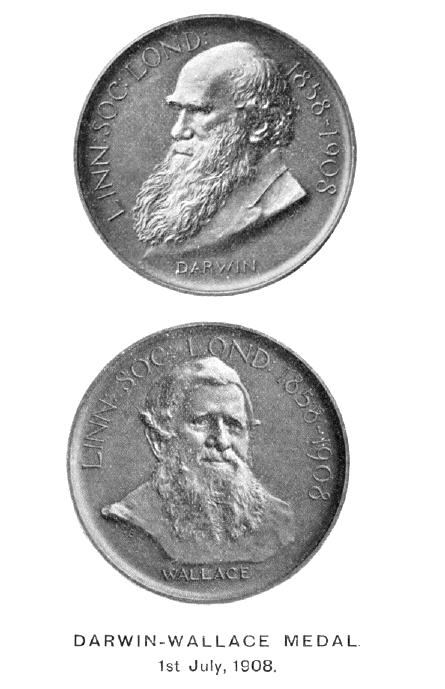
medalha darwin wallace

A Medalha Darwin-Wallace é uma medalha oferecida pela Linnean Society of London a cada 50 anos, desde 1908, 50 anos depois da apresentação dos trabalhos de Charles Darwin e Alfred Russel Wallace - On the Tendency of Species to form Varieties e On the Perpetuation of Varieties and Species by Natural Means of Selection - à sociedade, em 1 de julho de 1859.
São galardoados com a medalha as personalidades que contribuíram com grandes avanços para biologia evolucionista.
Em 2008, a Sociedade anunciou que passaria a entregar a medalha anualmente.

## Medalhados

### 1908
A primeira medalha, de ouro, foi para Alfred Russel Wallace, e seis medalhas de prata foram para os seguintes cientistas:
- Joseph Dalton Hooker
- August Weismann
- Ernst Haeckel
- Francis Galton
- E. Ray Lankester
- Eduard Strasburger

### 1958
20 medalhas de prata foram entregues neste ano:
- Edgar Anderson
- E. Pavlovsky
- Maurice Caullery
- Bernhard Rensch
- Ronald Fisher
- G. Gaylord Simpson
- C. R. Florin
- Carl Skottsberg
- Roger Heim
- H. Hamshaw Thomas
- J. B. S. Haldane
- Erik Stensiö
- John Hutchinson
- Göte Turesson
- Julian Huxley
- Victor van Straelen
- Ernst Mayr
- D. M. S. Watson
- H. J. Muller
- John Christopher Willis (postumamente)

### 2008
14 medalhas de prata foram entregues, incluindo 2 postumamente:
- Nick Barton
- M.W. Chase
- Bryan Clarke
- Joseph Felsenstein
- Stephen Jay Gould (postumamente)
- Peter Raymond Grant
- Barbara Rosemary Grant
- James Mallet
- Lynn Margulis
- John Maynard Smith (postumamente)
- Mohamed Noor
- H. Allen Orr
- Linda Partridge

### A partir de 2010
A partir de 2010 as medalhas passam a ser anuais.
- 2010: Brian Charlesworth
- 2011: James A. Lake[2]
- 2012: Loren H. Rieseberg
- 2013: Godfrey Hewitt
- 2014: Dolph Schluter
- 2015: Roger Butlin
- 2016: Pamela S. Soltis e Douglas E. Soltis
- 2017: John N. Thompson
- 2018: Josephine Pemberton
- 2019: David Reich e Svante Paabo